# 이명박 내곡동 사저 매입 사건
이명박 내곡동 사저 매입 사건(李明博 內谷洞 私邸 買入 事件)은 대한민국의 제17대 대통령 이명박이 대통령 퇴임 이후 거주할 목적으로 2011년에 구입한 서울특별시 서초구 내곡동 사저 부지 매입과 관련해서 아들인 이시형 씨와 청와대 경호처의 부지 비율에 따른 매입 비용의 차이 등으로 인해 배임 의혹과 부동산 실명제법 위반 혐의를 받고 있는 사건이다. 지난 2011년 검찰의 수사가 이뤄졌으나 이명박 대통령의 아들 이시형 씨를 비롯한 관련자 7명이 전원 불기소 처분을 받았으며, '전형적인 면죄부 수사’ 또는 ‘총체적 부실 수사’라는 의혹을 없애기 위해서 2012년 '이광범 특별검사'에 의한 특검 수사가 출범되었다. 특검은 출범으로부터 한 달 뒤인 2012년 11월 15일 기존 검찰 수사에서 밝히지 못했던 사실들의 발견 및 관련 혐의자들의 기소라는 소정의 성과를 내면서 종료되었다.

## 내곡동 사저 매입 과정과 의혹들

### 사저 매입 과정
2011년 5월에 이명박 대통령의 아들인 이시형 씨와 청와대에서 대통령 사저 부지를 매입하였다. 매입한 부지는 총 9필지로 서울특별시 서초구 내곡동 20-17번지(대지 5백28m2) 20-30번지(대지 62m2) 20-36번지(전(田) 2백59m2) 등 세 필지는 '20-17번지 외 2필지' 한 덩어리로 묶여 있으며 그 외 6-90번지(전 2m2) 19번지(전 1백79m2) 20-2번지(전 16m2) 20-15번지(전 5백6m2) 30-8번지(전 8백26m2)인데 20-17번지는 수양이라는 한정식 건물이 있었던 곳이며 나머지 지번은 개발제한구역 그린벨트였고 이 땅은 이명박 서울시장시절 마지막으로 그린벨트가 해제된다고 선정됐던 땅이었다고 한다. 땅의 원래 주인은 유 모씨로 지금은 해외 도피중이라고 한다. 이시형 씨와 청와대가 사저부지를 매입하는데 들었던 비용은 약 54억 원으로 공시지가 19억 2천만 원에 비해 약 2.83배 높은 금액이다. 지분 구성을 보면 20-17번지는 내곡동 중에서 노른자위에 해당하는 땅인데 이시형 씨는 528분의 330을 청와대는 198로 분할해서 매입했으며 20-17번지 외 두 필지도 이시형 씨 지분과 청와대 지분이 섞여 있었다. 이렇게 될 경우 원래대로라면 이시형 씨는 약 23억 원, 청와대는 약 30억 원에 매입했어야 하는데 실제로 매입한 금액은 이시형 씨는 11억 2천만 원에, 청와대는 42억 8천만 원에 매입하게 되었다.
정리하자면 이시형 씨는 부지 매입 대금으로 23억 원을 지급해야 하지만 11억 2천만 원에 매입했고 청와대는 30억 원을 지급해야 할 것을 42억 8천만 원에 매입하였다. 이에 따라 내곡동 사저 지분율은 전체대비 이시형 씨가 54%이고 46%는 청와대것이 되었으며. 이시형 씨는 시세차익을 봤고 청와대는 그 만큼의 손실이 생겼다는 것이다.

### 내곡동 사저 의혹
- 1. 부동산 실명제 위반: 이명박 대통령 본인의 명의가 아닌 이시형 씨의 명의로 사저 부지를 매입했다는 것은 부동산 실명제법에 위반된다는 의혹이 제기되었다.
- 2. 다운계약서 의혹: 내곡동 20-30번지의 토지에 대해 이시형씨의 토지지분에 대한 공시지가는 5,360만 원이지만 (지방자치단체) 신고금액은 2,200만 원에 불과했다. 그런데 청와대에서 내곡동 사저에 관한 취등록세 관련 자료를 주지 않고 있음. 이는 다운계약서 때문아니냐는 의혹이 제기되었다.
- 3. 편법 증여의혹: 이시형 씨는 현재 다스 기획팀장으로 근무해 있고 2007년에 약 3,000만 원의 재산신고를 했다. 이정도의 재산을 가지고 있다면 11억 2천만 원의 원금과 월 250만 원의 이자를 갚을 리는 없다. 만약 들키지 않았다면 전형적인 편법증여를 할려고 했다는 의혹이 제기된다.

## 검찰 수사 과정과 결과

### 2011년
- 10월 8일 MB 내곡동 사저 부지 매입 의혹 관련 언론보도
- 10월 17일 이명박 대통령 "내곡동 사저건립 전면 재검토…논현동 자택으로 돌아가겠다"
- 10월 17일 김인종 대통령실 경호처장 사의표명
- 10월 19일 민주당, MB 내곡동 사저 부지 매입 의혹 고발(업무상배임, 부동산실명제법 위반 등)
- 10월 21일 검찰, 서울중앙지검 형사1부에 사건 배당
- 10월 27일 임태희 대통령실장 사의표명
- 11월 10일 대통령 논현동 사저, 67억 예산 배정(논현동 사저 경호시설 부지 매입비 40억 원+경호시설 건축비 27억 원)
- 12월 5일 민노당, MB 내곡동 사저 부지 매입 의혹 고발
- 12월 7일 검찰, '사저 의혹' 대통령 부부 고발(민노당)사건 서울중앙지검 형사1부 배당

### 2012년
- 1월 10일 검찰, 내곡동 사저 부지매입 관여한 청와대 실무자 출석 요청
- 2월 김백준 전 청와대 총무비서관, "경호처가 특혜를 제공한 사실 없다"는 취지의 소명서 제출
- 3월 초 검찰, 대통령 아들 이시형 씨에게 서면조사서 발송
- 3월 16일 검찰 "최근 내곡동 사저 부지 원소유주 서울시 산하기관 직원 박 모씨 이메일 문답조사"
- 4월 10일 이시형 씨, 검찰에 서면답변서 발송
- 4월 13일 검찰, 이시형 씨 답변서 접수(질문 포함해 A4용지 10장 내외)
- 4월 13일 검찰, 내곡동부지 땅 매도인 유 모씨 이메일 조사 후 추가로 전화 조사
- 4월 24일 검찰, 김인종 전 청와대 경호처장 소환조사
- 5월 11일 검찰, 내곡동 매도자 유 모씨 소환조사
- 6월 8일 검찰, 이명박 대통령과 장남 이시형 씨, 김인종(67) 전 청와대 경호처장 등 7명에게 불기소 처분

## 특검 추진 및 임명 과정

### 2012년
- 6월 19일 민주통합당, 내곡동 사저·삼청동 안가 조사 소위, 내곡동 사저 구입 과정에서 드러난 의혹과 관련해 이시형, 임태희 전 대통령실장, 김인종 대통령실 경호처장, 김백준 대통령실 총무기획비서관 등 5명 업무상 횡령, 특경가법상 업무상 배임, 특가법상 국고 등 손실, 직권남용 등 혐의로 재고발
- 8월 30일 민주통합당, 내곡동 사저 특검법 단독발의
- 9월 3일 '이명박 정부의 내곡동 사저부지 매입의혹사건 진상규명을 위한 특별검사의 임명 등에 관한 법률안' 국회 본회의 통과
- 9월 18일 이 대통령, 내곡동 특검법 수용 여부 결정 연기
- 9월 21일 이 대통령, 내곡동 특검법 수용
- 10월 2일 민주통합당, 특별검사 후보 김형태·이광범 변호사 추천
- 10월 5일 이 대통령, 특별검사에 이광범 변호사 임명
- 10월 8일 최교일 서울중앙지검장 "김태환 씨 배임죄 기소, 대통령 일가라 부담됐다" 발언 논란
- 10월 9일 이광범 특검 "금명간 특검보 후보 6명 대통령에 추천"
- 10월 12일 이명박 대통령, 이창훈·이석수 특검보 임명

## 특검 수사 과정

### 2012년
- 10월 15일 특검팀 사무실 개청식…이광범 특검 "금기·성역 없는 수사할 것"
- 10월 16일 특검팀 수사 공식 개시
- 10월 16일 특검팀, 이시형 씨 등 10여 명 출국금지 조치
- 10월 16일 이상은 씨 특검수사 앞두고 '도피성' 출국 논란. 다스 측 "사전에 계획된 업무상 출장"
- 10월 17일 특검팀, 이상은·이시형 씨의 경주 다스 사무실과 숙소, 이 회장의 서울 광진구 구의동 자택, 부동산중개업소 2곳 등 모두 7곳 압수수색
- 10월 18일 특검팀, 사저부지 매입 실무자 청와대 계약직 공무원 김태환 씨 피의자성 참고인으로 소환조사
- 10월 19일 특검팀, 사저부지 매입 관여한 부동산 중개업자 2명과 농협 종로지점 직원 2명 소환조사
- 10월 19일 특검팀, 이상은 다스 회장 조기귀국 종용
- 10월 20일 특검팀, 청와대 경호처 이 모씨와 기획재정부 국유재산관리담당 등 공무원 2명 소환조사
- 10월 21일 특검팀, 김세욱 전 청와대 행정관 서울구치소 방문 조사. 기획재정부 공무원 1명 소환조사
- 10월 22일 특검팀, 농협 청와대지점 직원 2명과 세무사 1명 소환조사
- 10월 22일 특검 "이번주 중반에 이시형 씨 소환일정 확정…피의자 신분 조사"
- 10월 22일 이시형 씨 등의 이메일 계정 압수수색 영장 발부
- 10월 23일 특검팀, 이시형 씨에게 오는 25일 소환 통보
- 10월 23일 특검팀, 감정평가사 1명과 농협 청와대지점 직원 2명, 청와대 경호처 경리담당 직원 2명 소환조사
- 10월 23일 특검팀, 청와대 농협 청와대지점 탐문조사
- 10월 24일 특검팀, 청와대 농협지점장 소환조사
- 10월 24일 이상은 다스 회장, 중국에서 출장마치고 귀국
- 10월 25일 특검팀, 이시형 씨 피의자 신분으로 소환
- 10월 26일 특검팀, 감정평가사 1명 포함해 참고인 3명 소환조사
- 10월 27일 특검팀, 청와대 경호직원 3명 소환조사
- 10월 28일 특검팀, 김세욱 전 청와대 행정관 서울구치소 두 번째 방문조사
- 10월 28일 특검팀 "이상은 다스 회장 30일 출석 통보"
- 10월 29일 특검팀 "이상은 다스 회장, 31일 오전 10시 출석 입장 밝혀"
- 10월 29일 특검팀, 청와대 경호처 직원 소환조사
- 10월 29일 이시형측 변호인, 특검팀 항의 방문
- 10월 30일 특검팀, 김태환 씨 두 번째 소환(피의자 신분)
- 10월 30일 특검팀, 서울 시정개발연구원 박모 팀장, 부동산중개업자 이 모씨(매수인측) 주변인물 1~2명 소환조사
- 10월 30일 특검팀 "김인종 전 청와대 경호처장 다음달 1일 소환 통보"
- 10월 30일 이상은 회장 변호인 "11월1일 오전10시로 출석 연기"
- 10월 31일 특검팀, 김태환 씨 세 번째 소환조사
- 10월 31일 이상은(79) 다스 회장, 심장질환 이유로 삼성서울병원 입원
- 11월 1일 특검팀, 이상은 회장 참고인 신분 소환
- 11월 1일 특검팀, 서울 서초구 양재동 다스 서울사무소 압수수색
- 11월 2일 '사저터 애입 실무' 김인종 전 경호처장 피의자 신분 소환 조사
- 11월 3일 김백준(72) 전 청와대 총무기획관을 피의자 신분 소환 조사
- 11월 5일 특검팀, 이 대통령 부인 김윤옥(65) 여사 조사 방침
- 11월 7일 특검팀, 수사기간 연장 방침
- 11월 8일 감정평가사 송 모씨와 김 모씨 재소환 조사
- 11월 8일 청와대 총무기획관실, 특검팀에 자료 추가 제출
- 11월 8일 특검팀, 임태희 전 대통령실장에 서면질의서 발송
- 11월 9일 특검팀, 이상은 회장 부인 박 모씨 참고인 신분 소환 통보…박씨, 소환 불응
- 11월 9일 경호처 시설관리부장 심 모씨 등 경호처 직원 3명을 피의자 신분 소환 조사
- 11월 9일 청와대에 수사기간 연장 요청
- 11월 9일 법원, 청와대 경호처 압수수색 영장 발부
- 11월 12일 특검팀, 청와대 압수수색 '제3의장소(금융감독원 연수원)'서 임의자료 제출받음…경호처 영장 집행 무산
- 11월 12일 특검팀, 김윤옥 여사에 서면질의서 발송
- 11월 12일 이 대통령, 특검 수사기간 연장 요청 거부
- 11월 13일 김윤옥 여사, 이상은 회장 부인 박씨 서면진술서 제출
- 11월 14일 특검팀, 수사결과 발표…이시형 씨 불기소, 김인종 전 경호처장, 김태환 씨, 청와대 경호처 시설관리부장 심 모씨 등 3명 불구속 기소
- 11월 15일 특검 수사 종료

## 특검 수사 결과
- 이시형 : 불기소 처분 및 증여세 과세자료 국세청 통보.[1]
- 김인종 前 청와대 경호처장 : 특정경제가중처벌법상 배임죄로 불구속 기소
- 김태환 청와대 경호처 행정관 : 특정경제가중처벌법상 배임죄로 불구속 기소
- 심형보 청와대 경호처 시설관리부장 : 공문서변조 및 변조공문서 행사죄로 불구속 기소.
- 임태희 前 대통령실장 : 혐의 없음
- 김백준 前 대통령실 총무기획관 : 혐의 없음
- 김윤옥 여사 : 혐의 없음
- 이명박 대통령 : 공소권 없음

## 남은 의혹
- 이 대통령의 아들 시형씨가 큰아버지인 이상은 다스회장으로부터 빌려 땅값으로 낸 6억원의 출처는 특검수사에서도 밝혀지지 않았다.